# Otto J. Schaden
Otto John Schaden né le 26 août 1937 et mort le 23 novembre 2015 est un égyptologue nord-américain qui a travaillé dans la vallée des rois en Égypte sur les fouilles des tombeaux WV23, WV24 et WV25. Il a également travaillé sur le tombeau KV10 en tant que directeur de fouilles sur le projet du tombeau d'Amenmes pour l'université de Memphis.

## Biographie
Le 8 février 2006, il découvre une tombe, nommée KV63 à quatre mètres sous le niveau du sol, et à peine cinq mètres de la tombe de Toutânkhamon.